# North Wiltshire
North Wiltshire war ein District in der Grafschaft Wiltshire in England. Verwaltungssitz war Chippenham; weitere bedeutende Orte waren Calne und Malmesbury.
Der Bezirk wurde am 1. April 1974 gebildet und entstand aus der Fusion der Municipal Boroughs Chippenham, Calne und Malmesbury sowie der Rural Districts Calne and Chippenham, Cricklade and Wootton Bassett und Malmesbury.
Am 1. April 2009 wurden neben North Wiltshire auch alle weiteren Districts in Wiltshire abgeschafft und in der neuen Unitary Authority Wiltshire vereinigt.